# Muzyka akusmatyczna
Muzyka akusmatyczna (lub akuzmatyczna) – forma muzyki elektroakustycznej stosującej  jako składową kompozycji głównie dźwięk akusmatyczny. Praktyka historycznie wywodzi się z muzyki konkretnej. Może być tworzona przy użyciu technologii nie-akustycznej, istnieć tylko w formie nagrania, i być komponowana do odbioru przez głośniki. Materiał kompozycyjny nie jest ograniczony koniecznością użycia dźwięków pochodzących z instrumentów muzycznych lub nagrań głosowych, ani do elementów tradycyjnie uznawanych za muzyczne (melodia, harmonia, rytm, metrum itd.) – stosowane są wszelkie dźwięki, akustyczne lub syntetyczne. Za pomocą np. narzędzi do cyfrowego przetwarzania dźwięku, materiał może być dowolnie przekształcany, zamieniany miejscami, transformowany. W tym kontekście metoda kompozycji może być uważana za proces organizowania dźwięku: terminu tego po raz pierwszy użył francuski kompozytor Edgard Varèse.

## Pochodzenie
Termin akusmatyczny pochodzi od Pitagorasa; filozof miał nauczać swoich uczniów zza zasłony, aby jego obecność nie rozpraszała uczniów i nie odrywała ich od treści wykładu. Termin acousmatique został pierwszy raz użyty przez francuskiego kompozytora Pierre’a Schaeffera. Pochodzi od akousmatikoi, zewnętrznego kręgu uczniów Pitagorasa, którzy słyszeli nauczyciela jedynie zza kotary. Podobnie słuchacz koncertu słyszy muzykę akusmatyczną zza 'kotary' głośników, nie widząc źródła dźwięku.

## Rozwój
Wewnątrz akademii termin muzyka akusmatyczna lub sztuka akusmatyczna wszedł do powszechnego użycia, szczególnie w odniesieniu do współczesnej muzyki konkretnej; jest jednak dyskusyjne, czy praktyka akusmatyczna odnosi się do stylu kompozycji czy do sposobu słuchania dźwięku. Scruton definiuje doświadczenie dźwięku jako naturalnie akusmatyczne, co Lydia Goehr (1999) parafrazuje: „świat dźwięku nie jest przestrzenią, w którą możemy wkroczyć; to świat odbierany z dystansu” ("the sound world is not a space into which we can enter; it is a world we treat at a distance").

## Styl
Dźwięki muzyki akusmatycznej mogą pochodzić z łatwo rozpoznawalnych źródeł, ale mogą też być obce technologii instrumentalnej czy wokalnej. Może znaleźć się tam zarówno śpiew ptaka, odgłos fabryki, jak i dźwięk skrzypiec. Stosowana technologia przekształca odtwarzane dźwięki. W muzyce akusmatycznej można znaleźć znane techniki muzyczne: akordy, melodie i rytmy, które są łatwo przyswajalne z innymi formami muzyki, ale mogą też zachodzić ze zdarzeniami nie mieszczącymi się w  tradycyjnej taksonomii.

## Praktyka wykonawcza
Utwory akusmatyczne są czasem prezentowane publiczności w salach koncertowych i często nierozróżnialne od recitali akustycznych, jednak odbywają się bez wykonawców. Na koncercie akusmatycznym dźwięk pochodzi z dokonanych wcześniej nagrań lub jest generowany w czasie rzeczywistym przez komputer. Dźwięk rozchodzi się przestrzennie z wielu głośników z zastosowaniem techniki dyfuzji. Dźwięk jest mieszany przez kompozytora (o ile jest on na scenie), ale wykonawcą może być też inny muzyk. Wytyczne dla rozprzestrzeniania się muzyki zapisują kompozytorzy w partyturze dyfuzji (diffusion score); w swej najprostszej formie może to być graficzne przedstawienie kompozycji ze wskazówkami przestrzennymi, w miarę trwania utworu.